# 約束〜日本一のダムが奪うもの〜
『約束〜日本一のダムが奪うもの〜』（やくそく にほんいちのダムがうばうもの）は、2007年2月17日 13:30 - 14:24 (JST) に東海テレビで放送されたドキュメンタリー特別番組。

## 概要
2006年9月に試験湛水が開始された徳山ダムだが、その水没のために廃村となった徳山村と水資源開発公団（当時）がその補償として全長100kmにも及ぶ道路網の整備を「約束」していた。しかしその後、その「約束」は編入合併後の藤橋村（当時）が補償の改正という形で反故にしてしまう。道路整備が為されないことになったため、孤立してしまう非水没地区で生活する人々の退去の様子を密着しながら、その「約束」がどのように反故されたかを追う。
ナレーターには、祖父母・父が旧徳山村出身の小西美帆が起用された。

## 受賞歴
- 第27回 地方の時代映像祭グランプリ[3]
- 平成19年日本民間放送連盟賞 テレビ報道番組部門　優秀賞[4]

## スタッフ
- ナレーター - 小西美帆
- 取材 - 鈴木祐司
- 題字 - 山本史鳳
- ディレクター - 阿武野勝彦
- プロデューサー - 阿武野勝彦
- 制作・著作 - 東海テレビ